# سوپر آی/او

نموداری از یک مادربورد که دستگاه‌های جانبی آنبرد بسیاری مانند چندین کارت‌های توسعه را پشتیبانی می‌کند.

سوپر آی/او (به انگلیسی: Super I/O) یکی از تراشه‌های مادربرد، سوپر آی/اُ است که دیسک‌های کمکی، صفحه کلید، ماوس و قسمت‌های سریال و چاپگر را کنترل می‌کند و میتواند ان را تعییر دهد
.